# Полтавщина (енциклопедичний довідник)
Полтавщина : енциклопедичний довідник — довідкове видання, присвячене історії, культурі, географії, населеним пунктам і видатним людям Полтавської області України. 
Енциклопедичний довідник містить понад 3000 статей-довідок про найважливіші події багатовікової історії Полтавщини, її міст і сіл, про природу краю та його адміністративний поділ. До книги включено довідки про міські вулиці, пам'ятки архітектури, археології, писемності, меморіальні об'єкти, великі підприємства та установи й організації, товариства, заклади науки і культури. Велику інформацію подано про відомих осіб, життя і діяльність яких тісно пов'язані з Полтавщиною. Книга має вступ, де стисло викладено узагальнені відомості про Полтавщину. 
У книзі близько 400 ілюстрацій, у т. ч. 192 кольорові на вклейках і понад 60 карт-документів і картосхем.   
У редакційну колегію видання увійшли І. Л. Бутич, В. Н. Жук, М. І. Назаренко та Т. П. Пустовіт.

## Службова інформація
ББК 26.89 (2Ук—4Пл) я2
П52
П 5001000000—003/222—92 Б3—21—21—91
Полтавщина : енциклопедичний довідник / за ред. А. В. Кудрицького. — К. : «Українська Енциклопедія» імені М. П. Бажана, 1992. — 1024 с. : іл. (в опр.). — 30 000 пр. — ISBN 5-88500-033-6.